# Vuadens
Vuadens é uma comuna da Suíça, no Cantão Friburgo, com cerca de 1.757 habitantes. Estende-se por uma área de 10,49 km², de densidade populacional de 167 hab/km². Confina com as seguintes comunas: Bulle, Echarlens, Gruyères, Riaz, Vaulruz.
A língua oficial nesta comuna é o Francês.